# Karol Szymanowski
Karol Maciej Szymanowski (Timòixivka, Galítsia, 3 d'octubre [C.J. 21 setembre] de 1882 - Lausana, 29 de març de 1937) fou un compositor i pianista polonès, el més important de principis del segle xx i un dels més importants de tots els temps. És considerat membre del moviment modernista Jove Polònia de finals del segle xix i principis del segle xx.
La música polonesa del segle xx està profundament influenciada per Karol Szymanowski, que va obrir el camí cap a una síntesi de la tradició occidental de composició i la música popular tradicional polonesa. Tot i ser reconegut després de la seva mort, Szymanowski va enfrontar moltes dificultats al llarg de la seva vida, incloent-hi la renúncia dues vegades com a director del conservatori de Varsòvia i la manca de subvencions financeres del seu país. El seu ballet Harnasie, de 1932, va rebre un gran reconeixement, però les seves obres van gairebé desaparèixer dels programes de concerts després de la Segona Guerra Mundial.

## Biografia
Karol Szymanowski va néixer a Timòixivka, que actualment pertany a Ucraïna, però que en aquell moment era una petita població regentada pel departament rus de Kíev, que al seu torn formava part de l'Imperi Rus. Però aquest territori havia pertangut a l'antiga Polònia durant segles i aquesta realitat era una contínua font de turment per a la majoria de les famílies poloneses que havien patit la partició de Polònia. La família Szymanowski, una de les moltes famílies de nobles terratinents que s'hi van establir després de la partició, no era una excepció, amb una situació social i econòmica similar a la resta de la noblesa terratinent polonesa a Ucraïna, però eren excepcionals pel seu alt nivell artístic. Quan va néixer Karol Szymanowski, la família ja feia diverses generacions que vivia a  Timòixivka.

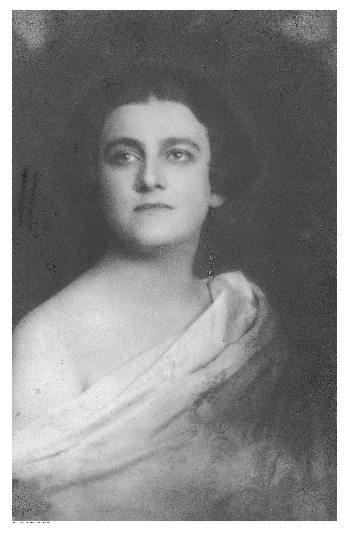
Stanisława Korwin-Szymanowska, cantant d'òpera i germana de Karol Szymanowski

El seu pare, Stanisław Korwin-Szymanowski, era un home de talent científic i musical excepcional, i es va concentrar especialment en l'educació musical dels seus fills. La mare, la baronessa Anna Taube, era d'origen suec, tot i que la seva família tenia connexions poloneses durant moltes generacions; era una pianista i lingüista talentosa.
Karol Szymanowski era el tercer de cinc fills; el seu germà gran, Feliks, va ser pianista i compositor d'operetes, i la seva germana petita, Stanisława, va ser una coneguda cantant d'òpera amb una veu de soprano que va influir en les composicions vocals del seu germà, la majoria de les quals estan escrites per a veu alta. A més dels seus pares i germans, diversos familiars de Karol, tant per part del pare com de la mare, també eren músics. Els Szymanowski celebraven vetllades musicals regulars a la casa de Timòixivka, en què s'interpretaven composicions de membres de la família i hi convidaven artistes professionals que eren de visita a la ciutat.

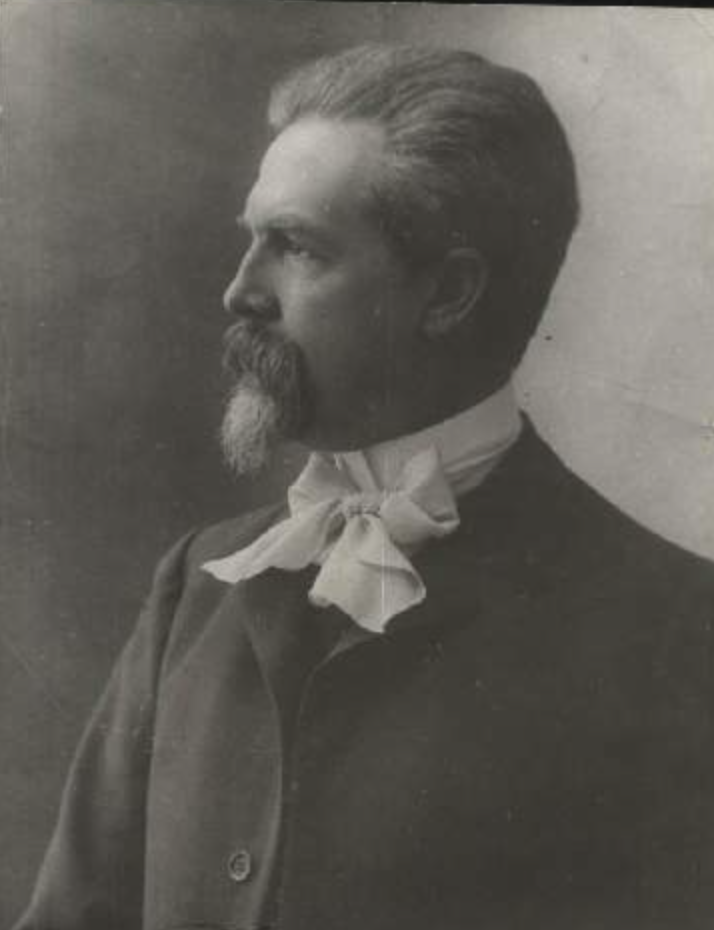
Gustav Neuhaus, el primer professor

L'educació inicial de Szymanowski va ser a casa, ja que una lesió a la cama quan tenia quatre anys li va impedir anar a l'escola a la ciutat veïna d'Elisavetgrad (Kropívnitski des de 2016). Va començar a aprendre el piano amb el seu pare a l'edat de set anys i a partir de 1892 ja va assistir a l'escola de música del seu oncle Gustav Neuhaus a Elisavetgrad. Neuhaus es va adonar del talent de Szymanowski per a la composició. En el seu darrer any a l'escola, el 1900, el jove compositor va publicar un conjunt de Nou preludis per a piano, op. 1, que havia compost els darrers anys.

### Joventut a Varsòvia

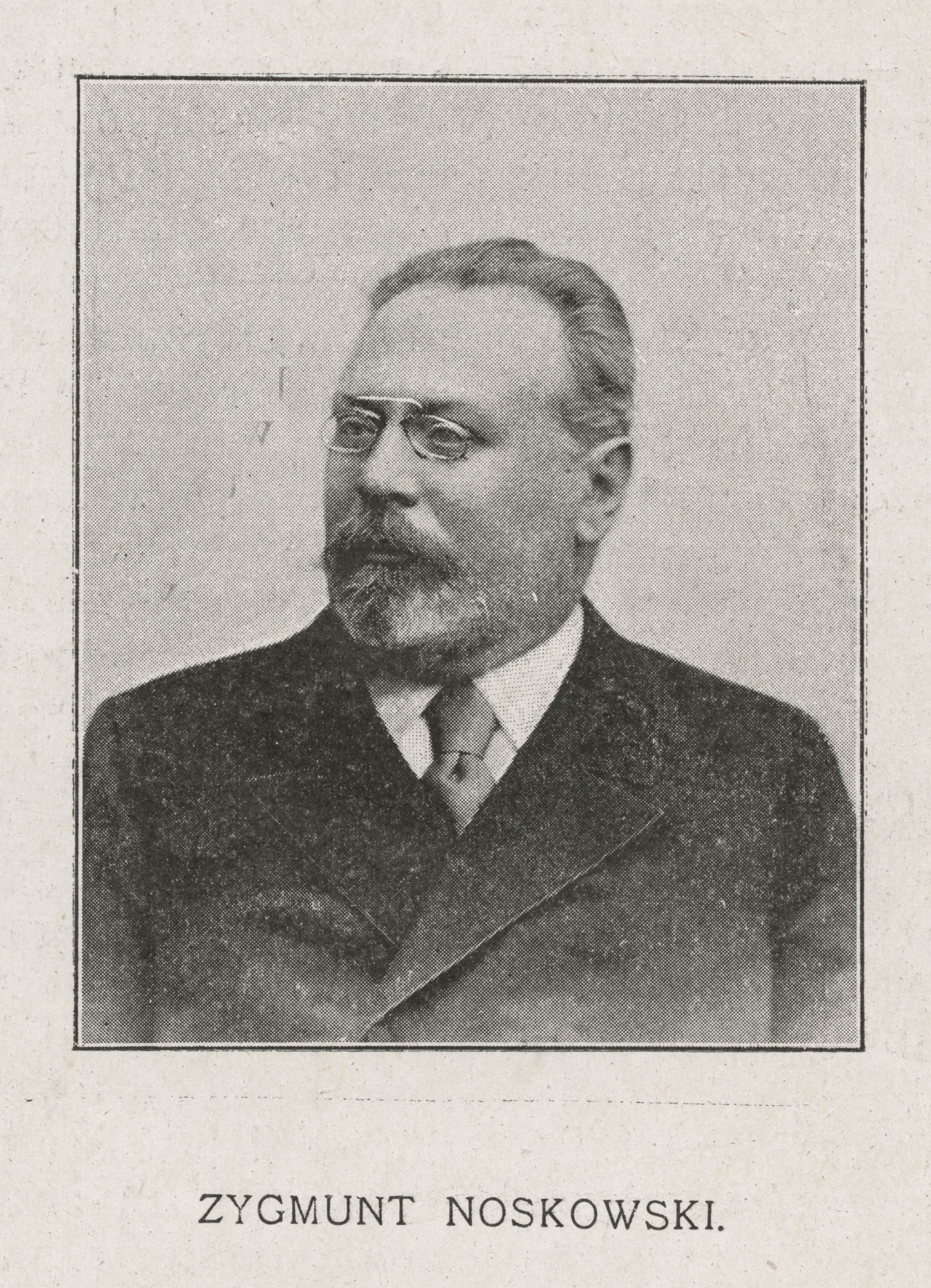
Zygmunt Noskowski, el primer professor important que va tenir Szymanowski

El 1901, amb dinou anys, es va traslladar a Varsòvia per continuar els estudis musicals. No se sap per què va decidir estudiar de manera privada durant quatre anys —harmonia amb Marek Zawirski, i contrapunt i composició amb el distingit però conservador compositor Zygmunt Noskowski— en comptes d'entrar al conservatori.
L'educació musical i les oportunitats d'actuació a Varsòvia no estaven tan desenvolupades com les d'altres ciutats europees. Els sentiments del nacionalisme polonès, inspirats per figures com Chopin, van persistir al llarg del segle xix, malgrat les repressions de Rússia. Chopin va migrar a París el 1830 a la recerca d'oportunitats musicals. Quan Szymanowski hi arriba el 1901, la ciutat encara era tan provincial com en temps de Chopin. Durant el segle, destaquen intèrprets polonesos com Karol Lipiński i Henryk Wieniawski, o el compositor d'òpera Stanisław Moniuszko, que només va obtenir una reputació local. La música polonesa estava en gran part tancada, com ho estava la societat del moment.
L'any que Szymanowski va arribar a Varsòvia es va assolir una fita en la música de la ciutat i el país amb la creació de l'Orquestra Filharmònica de Varsòvia, que va aportar estabilitat a la música de Polònia i el conservatori va començar a prosperar. Els intents per establir una orquestra nacional permanent havien fracassat repetidament, i el Conservatori de Varsòvia, una de les institucions musicals més antigues d'Europa, feia noranta anys que lluitava per sobreviure, amb tancaments i reobertures temporals, canviant de nom en cada ocasió.

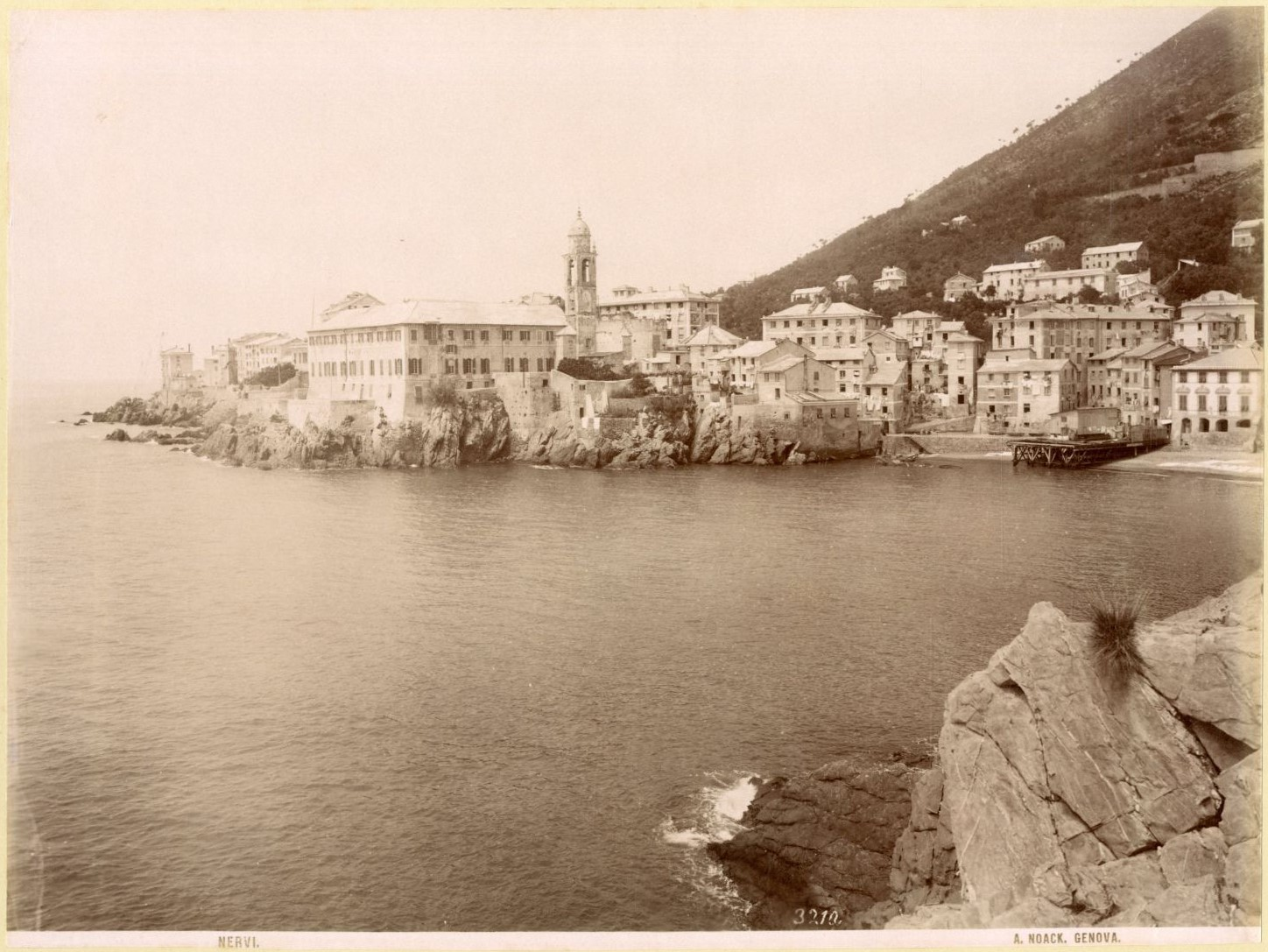
Nervi, on Szymanowski va fer la primera estada a Itàlia

Durant el període de Varsòvia va fer amistats que van perdurar al llarg dels anys. Entre els més propers hi havia: el violinista Paul Kochański i el pianista Artur Rubinstein, però també els escriptors Stanisław Ignacy Witkiewicz (Witkacy) i Stefan Żeromski. Szymanowski va conèixer Witkacy a Zakopane l'estiu de 1904. Aquesta relació es va consolidar ràpidament i va perdurar en el temps. La primavera de 1905 van fer el primer viatge a Itàlia, concretament a Nervi, al costat de Gènova. Szymanowski li va dedicar la Sonata per a piano núm. 1 en do menor, op. 8. Witkacy, al seu torn, li va dedicar el 1920 el drama Nou Alliberament i va pintar quatre retrats de Szymanowski.
El 1905, Szymanowski va conèixer a Berlín un jove talentós director, un entusiasta de la innovació musical Grzegorz Fitelberg. Aviat, Szymanowski, Fitelberg, Ludomir Różycki i Apolinary Szeluto van formar la Companyia de Publicacions dels Joves Compositors Polonesos, patrocinada i assistida pel príncep Władysław Lubomirski, un ric mecenes de les arts i compositor aficionat. El grup estava relacionat amb el grup Młoda Polska (Jove Polònia). Un dels objectius del grup era promocionar obres de compositors polonesos contemporanis. Els compositors del grup tenien poc en comú, a part d'idolatrar Richard Strauss, i l'associació només va funcionar durant un curt període.
El primer concert de Jove Polònia a la Filharmònica de Varsòvia va ser el 6 de febrer de 1906 i va incloure les seves composicions per a piano Variacions sobre un tema popular polonès, op. 10, amb Fitelberg a la direcció, i el tercer dels 4 Études en si bemoll menor, op. 4, interpretats pel pianista Harry Neuhaus. Va tenir una bona acollida i el principal crític musical del moment, Aleksander Poliński, va dir de Szymanowski «no vaig dubtar ni un moment que em trobava davant d'un compositor extraordinari, potser un geni». El concert es va repetir tres dies més tard, i el 30 de març també a Berlín, on les composicions dels nous polonesos són rebudes amb fredor.

### Viatges a Alemanya i Itàlia
En aquell temps, les oportunitats musicals a Polònia eren limitades, per la qual cosa Szymanowski va començar a viatjar. Primer va visitar Berlín, Leipzig i Dresden, va escoltar Wagner a Bayreuth i es va familiaritzar amb els «moderns» alemanys: Strauss i Schreker. Però va ser sobretot l'estil polifònic complex i sobrecarregat de la música de Max Reger que va tenir una influència especial en ell. Com a resultat, es va convertir en un entusiasta del moviment neoromàntic alemany i va iniciar un període d'estudi intens de la Nova Escola Alemanya, i això es reflecteix clarament en el món estilístic de les seves composicions fins a l'esclat de la Primera Guerra Mundial.

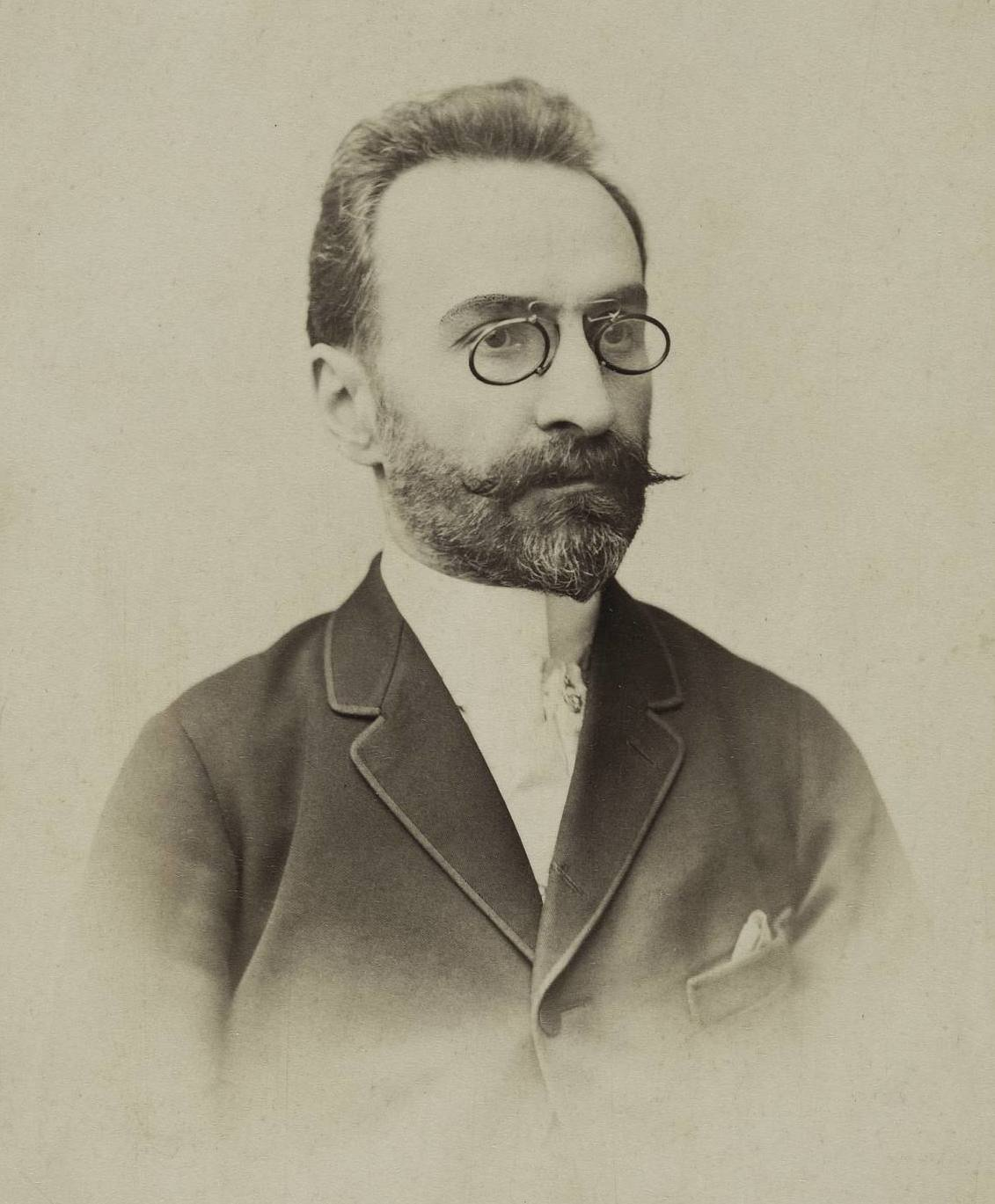
Aleksander Poliński, crític intolerant que no va entendre la música de Szymanowski

En un concert a Varsòvia de Jove Polònia del 19 d'abril de 1907, el programa incloïa, entre d'altres, el Obertura de concert, op. 12, i la Sonata per a piano en do menor, op. 8 de Szymanowski. El crític conservador Poliński, que un any abans estava ple d'altes esperances pels joves compositors, ara va escriure: «Quina mena de "Polònia" és aquesta que no serveix a la nació com van fer Chopin i Moniuszko, sinó que segueix servilment les modes de Viena i propaga les idees musicals dels bundistes...». Segons el crític, estaven «... posseïts per algun esperit maligne, que ... els despullava de les característiques personals i nacionals i els va convertir en lloros imitant Wagner i Strauss». Enmig de la crítica, les relacions entre els membres de la companyia comencen a deteriorar-se.
Després de les contundents crítiques rebudes pel concert i malgrat que les seves experiències durant la primera dècada del segle xx van estar marcades per decepcions, Szymanowski va continuar buscant l'èxit. Ho va intentar anant d'un extrem a l'altre amb una opereta titulada Loteria per als marits. Escrita sota el pseudònim de Whitney, l'estrena d'aquesta obra no tindrà lloc fins gairebé cent anys després, el 2007.
però juntament amb les altres obres d'aquest període com cicles de cançons amb lletres de poetes alemanys i un Trio per a piano, no van ser interpretades o, com a molt, van rebre una recepció mínima. Igualment fracassat va ser el seu intent de compondre la Primera Simfonia. Desanimat, Szymanowski no va arribar ni tan sols a completar-la. No podia deslliurar-se de l'excés de complicacions harmòniques i contrapuntístiques, i no se sentia còmode amb la instrumentació. Va arribar a un punt de crisi d'energia creativa. Les primeres obres concebudes en aquest nou ambient musical van ser un complet fiasco. Sobre la Primera Simfonia, Szymanowski va escriure: «Serà un monstre orquestral harmònic i contrapuntístic, i no puc esperar a veure com els crítics berlinesos s'aixequen dels seus seients durant la representació d'aquesta simfonia i s'escapen de la sala amb una maledicció als llavis». Finalment, la va acabar i Fitelberg la va dirigir a Varsòvia el 26 de març de 1909, abans que Szymanowski retirés la partitura. La següent actuació, sota el mateix director, va tenir lloc el 6 d'octubre de 1938, després de la mort de Szymanowski, a la Ràdio Polonesa de Varsòvia.
El 25 de gener, juntament amb Stefan Kazimierz Spiess, químic i melòman que va finançar el desplaçament, Fitelberg i Harry Neuhaus, assisteixen a l'estrena de l'Elektra de Strauss a Dresden. Amb el mateix Spiess emprèn un viatge pel sud d'Itàlia, especialment a Sicília entre 1910 i 1911, que va ser excepcionalment significatiu. L'eclecticisme cultural de Sicília, fusionant elements grecs, romans, normands i moriscos, va captivar la seva imaginació. Va absorbir les impressions de l'arquitectura, la història i el paisatge, elements que finalment es reflectirien en la seva òpera Król Roger ('El rei Roger').
Durant l'estiu de 1911, Szymanowski va tornar a Timòixivka, on va gaudir de setmanes extraordinàries. Va rebre la llarga visita d'Artur Rubinstein i una més curta, però memorable, de Harry Neuhaus i Fitelberg. Poc abans de l'arribada de Rubinstein, havia completat la seva Segona Sonata per a piano.

### Estada a Viena

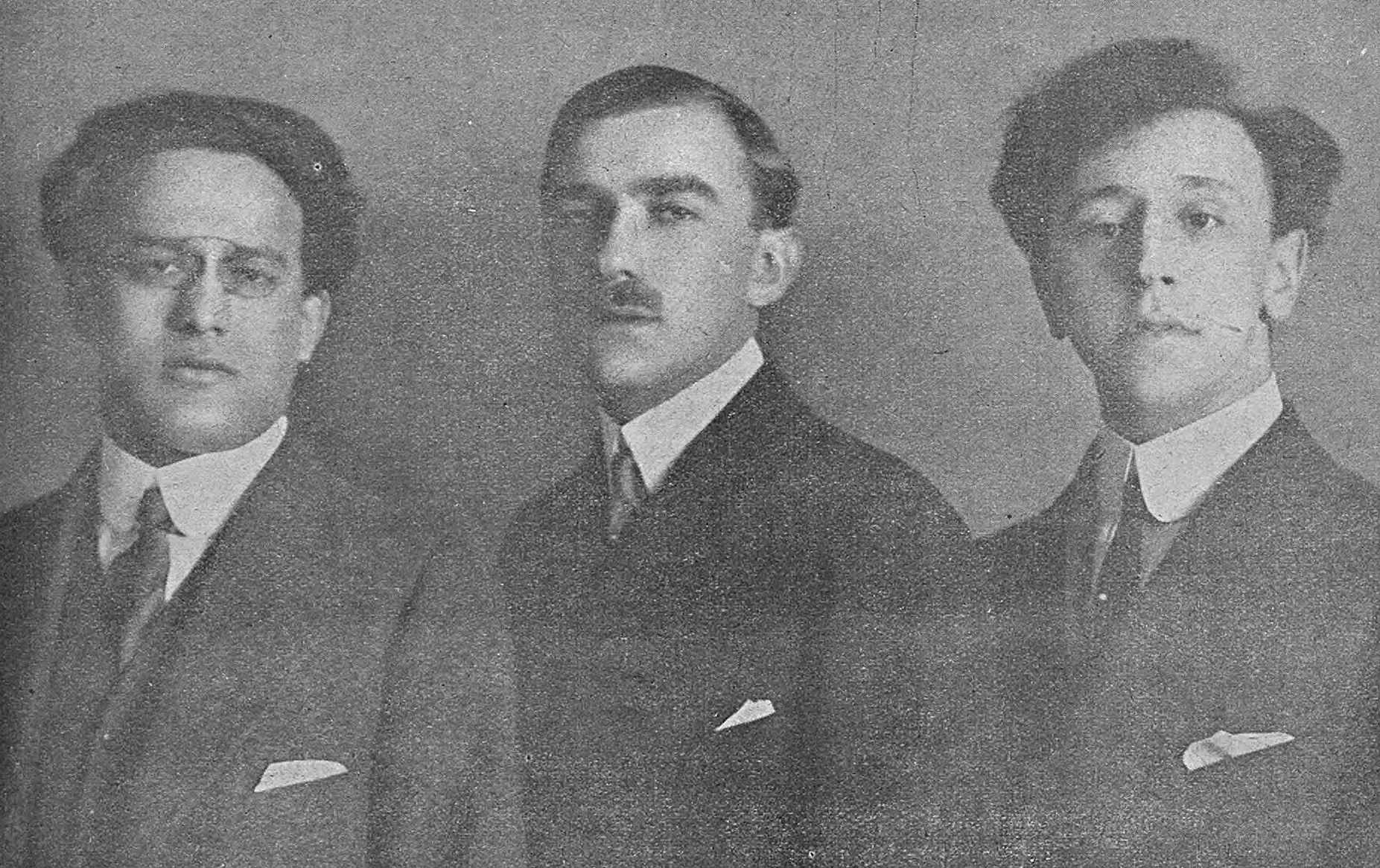
Grzegorz Fitelberg, Karol Szymanowski i Artur Rubinstein el 1912

El 7 d'abril de 1911 es va estrenar a Varsòvia la Segona Simfonia dirigida per Grzegorz Fitelberg. Felicjan Szopski a la Gazeta Warszawska va afirmar que «la saviesa musical sembla ser aquí una guia essencial i gairebé única».' Aleksander Poliński al Kurier Warszawski va destacar el gir de Szymanowski en la direcció correcta. Recordant el seu escepticisme anterior, escriu: «[…] encara que Szymanowski en les seves obres musicals havia pintat arbres de vermell i el sol de verd, i havia substituït la inspiració amb sofismes freds, encara no vaig perdre la fe en el seu geni i encara esperava que, després de desfer-se d'algunes vaporoses, trencant amb els ferments de Sturm und Drang [...], tornaria del camí inclinat, que el portava cap a l'abisme. […] La Simfonia núm. 2 en si bemoll major em va convèncer […] que ja s'havia allunyat d'aquesta curvatura […] que ja no es preocupava principalment per la tècnica sinó ... que ara també es preocupava per la música». L'hivern es va representar a Viena, Dresden i Leipzig. En el concert a Leipzig, dedicat exclusivament a Szymanowski, Fitelberg va dirigir entre altres l'Obertura de concert, la Segona Simfonia i Rubinstein va tocar la Segona Sonata per a piano. Entre el públic hi havia Arthur Nikisch, el director d'orquestra de fama mundial que era l'autoritat en matèria musical a Leipzig, que va anar a felicitar el compositor mentre el públic embogia. No obstant això, el to fortament germànic d'aquestes obres, i de la seva òpera straussiana en un acte Hagith (1913), no havia de ser el seu camí musical escollit.
Un cop acabat l'estiu de 1911 es va traslladar a Viena amb el seu amic íntim, Ficio (Fitelberg). Fitelberg havia abandonat la seva carrera com a compositor i s'havia centrat en la direcció, ara com a director de l'Staatsoper. Els dos joves es van establir ràpidament en el cercle musical vienès; Fitelberg no només va dirigir nombroses estrenes de les composicions de Szymanowski, sinó que també va ajudar a signar un contracte de deu anys entre Szymanowski i l'editorial vienesa Universal Edition, que s'encarregà de publicar totes les seves obres. Nous amics com Pau Casals i Leopold Godowsky demanen concerts per a violoncel i piano, però Szymanowski ja està pensant en una òpera, Hagith, que compon durant tot l'estiu i la tardor a la seva casa familiar.
A canvi dels drets d'autor cedits a Universal, el compositor rebrà 15.000 corones a l'any i es pot permetre viure temporalment al centre dels esdeveniments musicals. Els tres anys que va passar a Viena va ser un període molt estimulant que va canviar la seva visió musical, sobretot va quedar impressionat amb la música de Debussy i, encara més, de Ravel, i de la companyia Diàguilev amb els ballets L'ocell de foc i Petruixka de Stravinski. També va ser testimoni de l'estrena de Gurrelieder de Schönberg i del famós escàndol del concert del 31 de març, que acabà amb l'entrada de la policia a la sala. L'estiu acaba el període de protecció financera de Szymanowski i Fitelberg, i han d'abandonar Viena. Karol torna a Timòixivka, on completa Hagith.
El març i l'abril de 1914 Szymanowski el va passar a Zakopane, la majoria de dies amb Arthur Rubinstein. Tot i que hi havia l'elit polonesa, com Stefan Żeromski o Tadeusz Miciński, el contacte amb el món de les muntanyes Tatra era encara força superficial i encara no havia impressionat el compositor en aquell moment tant com ho va fer alguns anys després.

### Viatge a Sicília i Àfrica
El març de 1914, Szymanowski va iniciar una expedició al sud d'Itàlia, Sicília i el nord d'Àfrica, acompanyat per Stefan Spiess, mecenes polonès de l'art i amant de la música. En el trajecte de retorn, va passar per Roma, París i Londres, on va tenir l'oportunitat de conèixer Stravinski. Aquest viatge va renovar i intensificar el seu interès per les cultures mediterrània i àrab. Va anomenar Sicília una "illa divina" i va desenvolupar un interès temporal per l'islam, que va confirmar la seva objecció al cristianisme i la seva moral.
Aquest acostament al món de l'islam només tindria un precedent per altres compositors europeus: Bartók, que l'any anterior havia visitat la mateixa zona durant les seves investigacions etnomusicològiques. A diferència de Bartók, que actuava més científicament, Szymanowski no explota exhaustivament els motius i les propietats de la música àrab.

### Primera Guerra Mundial
Amb la impossibilitat de viatjar, Szymanowski va passar els anys de guerra a l'estiu a casa seva a Timòixivka, i l'hivern a Kíev. En aquest moment de recolliment, el compositor va assimilar totes les vivències dels darrers anys i va experimentar un canvi profund de maduració estilística. Les impressions d'Itàlia, Sicília i el nord d'Àfrica, les influències dels tresors de les cultures de l'antiguitat i l'Orient, i les de l'art paleocristià van començar a confluir en un nou nucli d'interessos artístics. Els anys que van seguir van ser rics en creativitat, estudi i lectura de gran abast. Szymanowski va reunir una biblioteca de llibres erudits i va fer notes extenses sobre la història, la geografia i la cultura del món àrab; alguns dels seus quaderns conservats testimonien l'ampli abast dels seus interessos. També es va dedicar a l'estudi de la civilització i la literatura gregues. Aquestes idees es van filtrar en els seus conceptes musicals.
El compositor va inaugurar aquesta nova etapa amb la instrumentació de les traduccions dels poemes de Hafiz de Hans Bethge, poeta de Das Lied von der Erde de Mahler. Va ser el període dels grans cicles de piano, Metopes i Màscares, dels Mites per a violí i piano, dels cicles de cançons Cançons d'una princesa de conte de fades, El muetzí enamorat i Quatre cançons de Tagore. Però sobretot del Primer Concert per a violí i de la Simfonia núm. 3 Cançó de la nit, que va començar a dibuixar el setembre de 1914 i va completar el 1916, fascinat per la bellesa exòtica de la poesia persa medieval del místic Jalal-ad-Din Muhàmmad Rumi. A aquestes dues obres s'hi aprecien les influències de Debussy, Ravel i Skriabin, i representen el punt més àlgid de l'«Impressionisme» de Szymanowski. També s'observa l'apassionat tardo-romanticisme de la Nova Escola Alemanya.

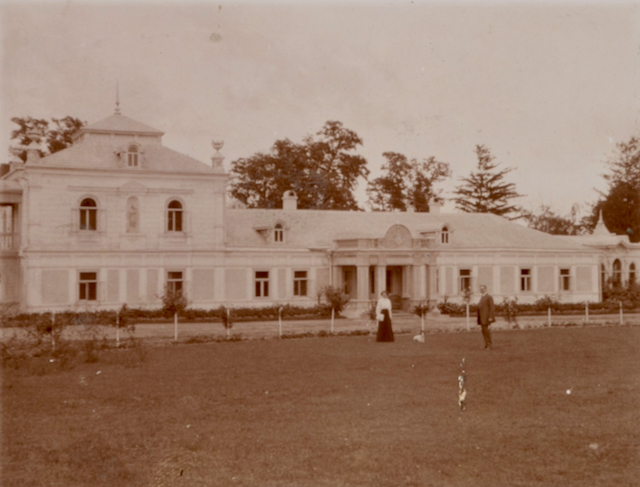
Casa pairal de Józef Jaroszyński a Zarudzie (Ucraïna)

Per a Szymanowski va ser un període d'intensa creativitat musical entre amics. Anaven canviant d'escenari, ara a Kíev, ara a la casa pairal de l'historiador Józef Jaroszyński i amic del violinista amic del violinista Paweł Kochański, de Zarudzie, ara a Timòixivka, ara a Ryżawka a casa d'August Iwański. Cada vespre solia acabar amb un concert de piano i violí. Els matins i les tardes estaven plenes de xerrades, passejades pel parc, tenis i bridge. Kochański va mostrar a Szymanowski les capacitats tècniques del violí i va oferir ajuda per resoldre problemes de composició.
L'any 1915 va refusar una copiosa oferta de Reinhold Glière, en aquell moment el director del Conservatori de Kíev, per entrar com a professor per por a quedar-se encallat en una ciutat perifèrica, allunyada dels centres de la vida cultural. Així i tot, Szymanowski va visitar Moscou i Sant Petersburg diverses vegades, establint contactes amb les personalitats més destacades del món musical del moment. La pianista Sasha Dubianski va preparar recitals de les seves composicions. Paweł Kochański va assajar el Primer Concert per a violí, Aleksandr Ziloti -un conegut director i pianista- havia de dirigir la Tercera Simfonia. Totes aquestes aspiracions es van veure truncades, primer per l'arribada de la malaltia de Szymanowski i, més tard, per l'impacte de la Revolució d'Octubre.
L'entorn polític convuls va afectar negativament l'energia creativa de Szymanowski i va començar a patir una crisi nerviosa. La família va perdre la propietat de Timòixivka i de les terres, i la casa pairal va ser destruïda pels revolucionaris. Szymanowski ja no tornaria més a Timòixivka. Van haver de viure a Elisavetgrad, Odessa. Amb la proclamació de la nova república, el 1919 es traslladen a Varsòvia, on va reprendre la seva activitat concertística.
El 1918, Szymanowski va completar el manuscrit d'una novel·la en dos volums, Efebs, que tractava sobre l'homosexualitat. Part de la novel·la es va perdre en un incendi el 1939, encara que no la part principal, que va ser traduïda per ell al rus i regalada el 1919 a Borís Kochno, el seu amant de quinze anys. Escrivint sobre aquesta, Szymanowski va dir: «En ella vaig expressar molt, potser tot el que he de dir sobre aquesta matèria, que és per a mi molt important i molt bella.»
El gener de 1919 l'exèrcit revolucionari va entrar a Ucraïna. Kíiv va ser ocupada el març per les tropes alemanyes, Odessa i Elisavetgrad van ser capturats per les forces austríaques. L'any 1919 Paweł Kochański i Rubinstein es van exiliar als Estats Units, però Szymanowski va decidir quedar-se i buscar una altra font d'inspiració en els aspectes més primitius del folklore autòcton.
En el seu viatge a Sicília, Szymanowski havia quedat fascinat per la cultura del rei Roger II, barrejant el pensament i l'art oriental amb el cristianisme, la civilització normanda amb restes de les herències grega i romana, així com per la personalitat del mateix Roger, fill d'un príncep calabres descendent dels vikings nòrdics. Jarosław Iwaszkiewicz, que va visitar el compositor a Elisavetgrad l'estiu de 1918, va suggerir un esquema de la història com a base per a una òpera i la seva idea va ser acceptada amb entusiasme pel compositor. El setembre del mateix any el compositor i el poeta es van trobar a Odessa, a la mar Negra, per seguir treballant en Król Roger. Tanmateix, els treballs sobre l'òpera no avançaven i va començar un viacrucis per acabar el llibret de l'òpera. L'octubre de 1918 Iwaszkiewicz va aconseguir passar a Varsòvia. Allà va conèixer els escriptors que més tard es convertiren en el grup Skamander i va guanyar una posició artística entre ells, així que quan Szymanowski li va enviar el seu propi esbós d'un llibret, aquest ja no va agradar al poeta. Iwaszkiewicz no va posar fil a l'agulla al marc esbossat per Szymanowski fins al 1920. El llibret de l'últim acte va ser posteriorment reescrit pel compositor i la partitura no es va acabar fins al 1924. Król Roger suposà la seva aposta més ambiciosa en el terreny de l'òpera, però estilísticament l'obra pertany a la música dels anys de guerra, i això podria explicar la dificultat del compositor per acabar-la.

### Varsòvia
Polònia va recuperar la seva independència el 1918. Va ser un moment triomfal i s'esperava una resposta dels artistes polonesos. Així com altres artistes van marxar, la resposta de Szymanowski va ser la de quedar-se. La família va tornar a Polònia la nit de Nadal de 1919, després d'haver venut la propietat d'Elisavetgrad, i des d'aleshores van haver d'enfrontar-se amb problemes econòmics.
Unes setmanes més tard, les seves noves obres dels anys de guerra van ser presentades per primera vegada en un concert dedicat al compositor. Sens dubte, va ser un esdeveniment rellevant de la vida cultural polonesa. Szymanowski, però, no va quedar content i va escriure: «Vaig constatar de nou el mateix estat de coses que em va obligar a deixar Varsòvia fa set anys, és a dir, em sembla que no hi ha cap contacte real entre jo i el públic polonès (o en qualsevol cas de Varsòvia), em sembla estrany, incomprensible per a ells... El clima europeu del meu art no s'adapta a aquest provincialisme local, em fa vergonya... El concert va ser a la sala del Conservatori, amb una capacitat d'entre 550 i 600 persones. Malgrat la presència de Paul Kochański... i de la meva germana, no es va omplir del tot. Això vol dir que no hi havia 600 persones a Varsòvia a qui els importava el que havia estat fent durant els últims cinc anys! ...a la primera oportunitat me n'aniré de Varsòvia de nou i aniré cap a l'oest o al sud (a Itàlia)...»
El 1920, Szymanowski va reprendre la seva gira de concerts, no només a les principals ciutats europees, sinó també als Estats Units. Mentre interpretava les seves obres a París i havia d'anar a Londres, els amics de tota la vida del compositor, el violinista Paweł Kochański i el pianista Artur Rubinstein, el van persuadir d'anar amb ells als Estats Units. El compositor ja no tenia una llar permanent, i va passar part de 1920 en la primera de les dues visites prolongades a Amèrica amb els seus amics. Szymanowski va fer una visita a Nova York i Chicago en qualitat de compositor, i va fer turisme a Florida i Cuba, gaudint del seu clima càlid. Les seves composicions van rebre una bona acollida tant a Chicago com a Nova York, i va quedar impressionat per la diversitat d'esdeveniments culturals que les grans ciutats oferien.
Després de tornar del viatge als Estats Units a finals d'abril de 1921, la popularitat de Szymanowski va començar a créixer. Es va aturar un temps a París i a Londres, on va tornar a tenir contacte amb Stravinski i el va escoltar interpretant fragments del ballet Les noces. El contacte amb la música de Stravinski van canviar el focus dels interessos del compositor. L'estiu de 1921, a Varsòvia, Szymanowski va escriure un article entusiasta sobre Stravinski i la seva música. Alhora, va començar a explorar les possibilitats de l'ús de materials populars a Słopiewnie, amb poemes de Julian Tuwim, d'alguna manera influenciat per Stravinski.
El juny del mateix estiu, a Varsòvia, els seus amics Jarosław Iwaszkiewicz i Jerzy Mieczysław Rytard, li van explicar que acabaven de tornar de vacances i que havien quedat entusiasmats per les muntanyes i el folklore del Gorale de la regió de Podhale. Llavors va sorgir Harnasie, un projecte d'un ballet Gorale amb els dos poetes encarregant-se d'elaborar un escenari. El procés d'anar reunint lentament el material per a la seva nova composició va durar vuit anys i es va acabar completament el 1831.

### Zakopane

Casa de Karol Szymanowski a Zakopane

A partir de l'agost de 1922 Szymanowski va compaginar les estades a Varsòvia i a Zakopane, i una part considerable de la seva música va començar a ser influïda per les melodies de les muntanyes. Zakopane era una estació de muntanya dels Tatra i era, també, un centre de reunió d’artistes i intel·lectuals, tot i que Szymanowski s'hi va instal·lar per motius de salut. Va començar a visitar-la regularment, ja que va quedar captivat durant molt de temps per l'art vital, colorit i exuberant dels muntanyencs. Szymanowski van començar a centrar-se cada cop més en la música popular polonesa, especialment la de les regions de Podhale i Kurpie.
El maig de 1922, es va celebrar a París un concert en honor al compositor, que va rebre crítiques entusiastes. Szymanowski va passar llargues temporades a París entre 1922 i 1926, on es trobava habitualment amb els amics habituals, Kochański i Rubinstein, i també amb amics de la música polonesa com Édouard Ganche, Hélène Casella i la nord-americana Dorothy Jordan-Robinson. El 1922 va estrenar dues obres: l'òpera Hagith i el ballet Cançons de Hafiz.
La reputació de Szymanowski va anar estenent-se per Europa i a finals de 1926 se li va oferir la direcció dels conservatoris de Varsòvia i El Caire, a Egipte. Les condicions climàtiques per la seva salut eren molt més favorables a Egipte, amenaçada des de la primera infància per la tuberculosi. No obstant això, Szymanowski va considerar el seu càrrec a Varsòvia com una oportunitat per revitalitzar l'educació musical polonesa, que havia estat descuidada durant els anys de la partició, i per formar una nova generació de compositors polonesos. I va triar Varsòvia.
A partir de 1927 va dedicar dos anys a establir un nou model educatiu per dotar als joves d'un coneixement exhaustiu en la composició. La seva intenció era portar la institució a un estàndard europeu del segle XX i això va requerir l'acomiadament de professors que no compartien la seva visió. L'autoritat de Szymanowski era prou sòlida com per guanyar-se el lideratge del Conservatori de Varsòvia però aquests anys van estar lluny de ser feliços per a Szymanowski. Va aconseguir el seu objectiu, però el cost va ser molt elevat: va deixar de compondre i va patir un gran estrès físic i nerviós, que van provocar un greu deteriorament de la seva salut. Fumava tres paquets al dia i possiblement era addicte a les drogues i l'alcohol. La seva salut va empitjorar seriosament i el 1928 va haver d'anar al balneari d'Edlach an der Rax, Àustria. Les frustracions van aparèixer sobretot en el tracte amb els músics més conservadors, i tot plegat va provocar que el 1929 renunciés al seu càrrec al Conservatori. Els anys restants de la seva vida van ser difícils. Sense cap font regular d'ingressos, va haver de fer més aparicions públiques com a intèrpret. El 1932, va haver de simplificar la part pianística de la Simfonia núm. 4 per adaptar-la a la seva pròpia tècnica de piano relativament modesta, que no era suficient per a les composicions més pesades de la seva carrera anterior. Aquell mateix any, va ser enormement encoratjat per l'èxit de la representació de la seva òpera Król Roger a Praga.
El 1930 encara se li va complicar més la salut amb una tuberculosi pulmonar que el va obligar a traslladar-se una altra vegada a un balneari, aquesta vegada a Davos, també a Suïssa. Hi va romandre durant gairebé un any, que va aprofitar per escriure un tractat, El paper educatiu de la cultura musical en la societat. L'estada a Davos va ser molt positiu i els dos anys següents van ser el període de la seva major estabilitat, èxit i prosperitat.
Llavors va llogar una casa, Villa Atma, a Zakopane. Fins al 1935, hi va viure amb el seu criat, Feliks, i la minyona Anna. De seguida es va convertir en un lloc agradable per a Szymanowski. Els amics el visitaven i va recuperar prou energia per compondre. Durant aquests anys va acabar les seves últimes obres a gran escala, com ara el ballet Harnasie, op. 55 (1931); la Simfonia Concertant, op. 60 (1932); i Concert per a violí núm. 2, op. 62 (1933-34). La manca de diners va forçar-lo a abandonar Atma l'any 1935 i, malgrat la seva salut deteriorada, va emprendre gires de concerts per Escandinàvia.

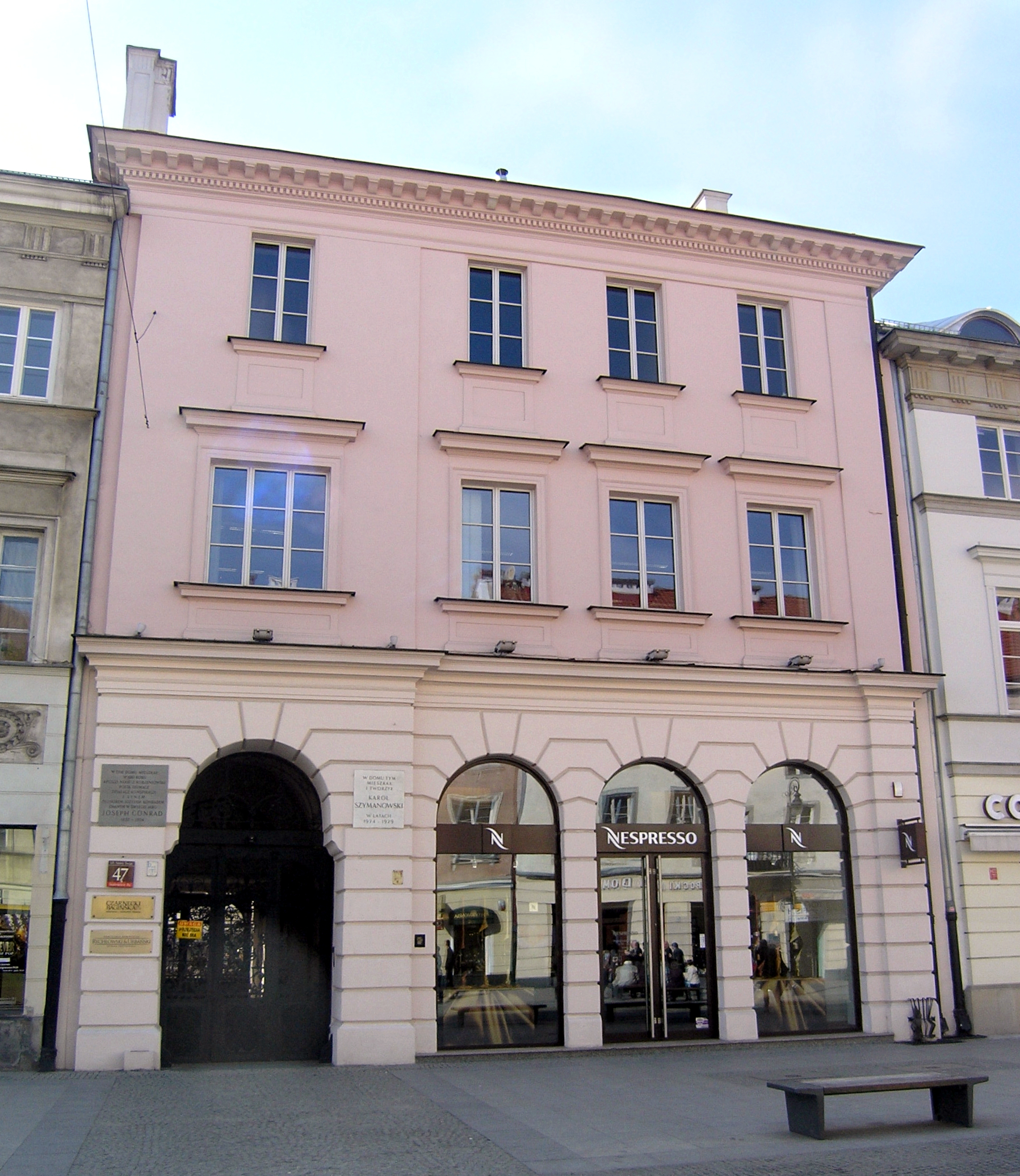
Nowy Świat 47 street, Varsòvia, on Szymanowski va viure i compondre entre 1924 i 1929

Després de les seves excursions per Zakopane, Szymanowski va decidir establir-se a Varsòvia amb tota la família: mare, germà i tres germanes. Szymanowski compartia pis al carrer Nowy Świat, núm. 47, amb August Iwański, que va descriure el pis amb les següents paraules: «L'apartament de Szymanowski constava d'una habitació mitjana i un dormitori molt petit adjunt. Els mobles consistien en un sofà, un piano, diverses cadires, una petita prestatgeria tancada i una gran taula de roure que em va confiscar... Szymanowski només componia als matins, li agradava treballar de manera sistemàtica i constant, no tolerava la presència de ningú quan componia. Si ho feia també a la tarda -mai ho va fer al vespre ni a la nit- només era per polir l'esborrany original i donar-li la forma definitiva, o per omplir l'orquestració. Aquestes funcions eren menys absorbents, de manera que les podia dur a terme en presència d'altres persones, fins i tot parlant amb elles al mateix temps, encara que només de la manera més despreocupada i desenfrenada... Sempre li agradava utilitzar en la seva obra els mateixos llapis, bolígrafs, navalles i altres instruments petits.»

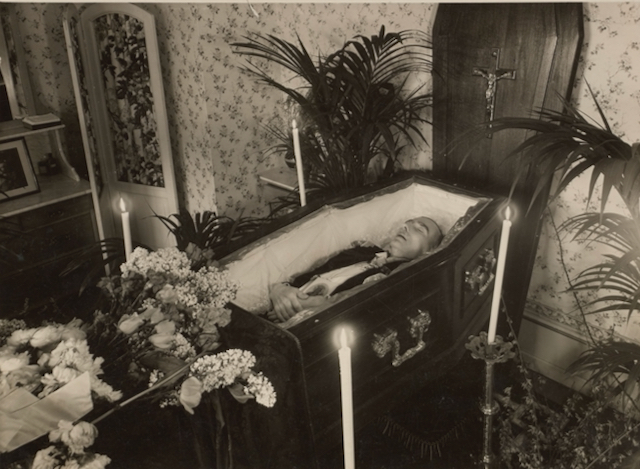
Taüt amb el cos de Karol Szymanowski

Va ser allà on Szymanowski el 1926 va crear una de les seves obres més realitzades Stabat Mater. Aquesta obra li va donar un gran renom i el 1932 es va presentar a Praga l'òpera Król Roger. L'abril de 1936 es va presentar Harnasie a l'Òpera de París i va ser molt elogiat tant per la crítica com pel públic.
Szymanowski mai va poder instal·lar-se en un lloc després d'abandonar Atma en els últims anys de la seva vida. Va passar uns mesos a Varsòvia, París, Grasse (França), i allà on es representaven les seves obres. A Grasse es va allotjar en una mena de pensió, sense instal·lacions mèdiques adequades, i va fer el seu darrer intent de composició, una partitura de ballet basada en l'Odissea. La seva secretària des del 1931, Leonia Gradstein, que s'ocupava de molts assumptes relacionats amb el compositor a Varsòvia, el va acompanyar el 1936 durant la seva estada al sanatori Helios de Grasse al sud de França. De seguida, en reconèixer el seu estat d'impotència, el va portar a un sanatori a Canes i després a Lausana.
Va morir de tuberculosi poc després del seu trasllat a Lausana el 24 de març de 1937, en presència de la seva germana Stasia i Leonia Gradstein.

## Obra
Va estar influenciat per la música de Richard Strauss, Max Reger, Aleksandr Skriabin i l'impressionisme de Claude Debussy i Maurice Ravel. També va rebre la influència del seu paisà Frédéric Chopin i de la música folklòrica polonesa, i com Chopin va escriure diverses masurques per a piano (la masurca és una dansa popular polonesa). Específicament s'hi troben a Szymanowski influències de la música tradicional muntanyesa polonesa, que va descobrir a Zakopane en les muntanyes meridionals de Tatra. En un article titulat Sobre la música de Górale va dir: "El meu descobriment de l'essencial bellesa de la música, dansa i arquitectura de Górale és molt personal; molta d'aquesta bellesa l'he absorbit íntimament en la meva ànima." (p. 97) Segons Jim Samson, aquesta música "es toca amb dos violins i un baix de corda" i "té característiques 'exòtiques' úniques, altament dissonants i amb fascinants efectes heterofònics."
Les obres orquestrals més conegudes de Szymanowski són les quatre simfonies (sobretot la núm. 3, Cançó de la Nit per a cor i solistes i la núm. 4, Simfonia Concertant, amb piano solista, estrenada per Jan Smeterlin el 1933, amb l'orquestra de la Royal Philarmonic Society), i els seus dos concerts per a violí. Entre les seues obres escèniques s'hi troba el ballet Harnasie i les òperes Hagith i Król Roger, aquesta darrera va arribar a Catalunya el 7 de novembre de 2009 al Gran Teatre del Liceu, amb la direcció musical de Josep Pons. Va escriure molta música per a piano, entre ella els quatre estudis, op. 4 (dels que el núm. 3 potser serà la seua obra més popular), moltes masurques i els Métopes. Altres obres són Tres Mites per a violí i piano, diverses cançons (algunes amb textos de James Joyce) i un Stabat Mater. Segons Samson, «Szymanowski no va adoptar cap alternativa minuciosa a l'organització tonal... les tensions harmòniques i les distensions i el fraseig melòdic tenen clars orígens en procediments tonals, però... el marc de base tonal està gairebé o totalment dissolt».

## Obres

### Peces simfòniques
- Obertura de concert per a gran orquestra op. 12 (1904-1905, reorquestrada el 1912-1913)
- Simfonia núm. 1 op. 15 (1907)
- Simfonia núm. 2 op. 19 (1909-1910), reorquestrada amb l'ajuda de Grzegorz Fitelberg a 1936)
- Simfonia núm. 3 El cant de la nit op. 27 (1916)
- Harnasie, música de ballet op. 55 (1923)
- Simfonia núm. 4 per a piano i orquestra op. 60 (1932)

### Concerts
- Concert per a violí núm. 1 op. 35 (1916)
- Concert per a violí núm. 2 op. 61 (1933)

### Òperes
- Hagith (1922)
- Król Roger (1926)

### Música de cambra
- Sonata per a violí i piano, op. 9 (1904)
- Variacions sobre un tema popular polonès, op. 10 (1904)
- Trio per a violí, violoncel i piano, op. 16 (1907)
- Romanç en re major per a violí i piano, op. 23 (1910)
- Nocturn i Tarentelle per a violí i piano, op. 28 (1915)
- Mites per a violí i piano, op. 30 (1915)
- Quartet de corda núm. 1, op. 37 (1917)
- Tres capricis de Paganini transcrits per a violí i piano, op. 40 (1918)
- Quartet de corda núm. 2, op. 56 (1927)